# セーレン・コールディング
セーレン・コールディング（Søren Colding、1972年9月2日 - ）は、デンマークの元サッカー選手。元デンマーク代表。ポジションはディフェンダー。

## 来歴
1996年11月に親善試合でデンマーク代表デビュー。1998 FIFAワールドカップでは全5試合に出場、ベスト8まで勝ち上がった。UEFA EURO 2000でもグループステージ全3試合に出場した。2004年までに37試合に出場、1得点をあげた。

## 代表歴

### 出場大会
- デンマーク代表
  - 1998 FIFAワールドカップ

### 試合数
- 国際Aマッチ 37試合 1得点（1996年-2004年）[1]

| デンマーク代表 | 国際Aマッチ | 国際Aマッチ |
| 年             | 出場        | 得点        |
| -------------- | ----------- | ----------- |
| 1996           | 1           | 0           |
| 1997           | 4           | 1           |
| 1998           | 13          | 0           |
| 1999           | 9           | 0           |
| 2000           | 9           | 0           |
| 2001           | 0           | 0           |
| 2002           | 0           | 0           |
| 2003           | 0           | 0           |
| 2004           | 1           | 0           |
| 通算           | 37          | 1           |